# VERTIKAL Group Nyrt.
A VERTIKAL Group Nyrt. egy magyar, független, több mint 60 éves múltra visszatekintő, a Budapesti Értéktőzsde Xtend platformján jegyzett részvénytársaság. A vállalat fő tevékenysége a környezetgazdálkodás köré csoportosul, illetve a körforgásos gazdasági modell koncepcióján alapul: a hulladék begyűjtését, annak feldolgozását és késztermék előállítását is magában foglalja.
A társaság a hazai hulladékgazdálkodási rendszer koncesszora, a MOHU MOL Hulladékgazdálkodási Zrt.-vel való együttműködés keretében 5 régióban (Budapest térség, Dél-Dunántúl térség, Észak-Dunántúl térség, Közép-Kelet Magyarország térség, Duna-Tisza térség), több mint 300 településen, közel 1 millió lakos számára lát el hulladékgazdálkodási feladatokat.

## Cégtörténet
A VERTIKÁL Építőipari és Kommunális Szolgáltató Zrt. jogelődjének a Polgárdi Nagyközségi Tanács Költségvetési Üzeme tekinthető, amelyet a Tanács 1970-ben alakított meg. Az üzem ekkor elsődlegesen helyi feladatokat látott el. A Költségvetési Üzem 1991-ben, tizenöt önkormányzat közös elhatározásából részvénytársasággá alakult át. 1999-től a tulajdonosi struktúra átalakult, magánbefektető szerezte meg a részvények több mint 25%-át. 2005-ben, majd 2013-ban újabb strukturális átalakulások következtek: előbbi évtől kezdve zártkörű részvénytársaságként, majd 2013-tól nonprofit társaságként (VERTIKÁL Közszolgáltató Nonprofit Zrt.) működött a VERTIKAL.
A társaság 2015-től tekinthető cégcsoportnak: 2015. szeptember 30-án megalapították a VERTIKAL Group Zrt.-t, a tevékenységet pedig bővíteni kezdték, előbb a gyártóegységek, majd 2022-ben az építőipari és inert hulladéktevékenység integrálásával. A magyarországi hulladékgazdálkodási koncessziós rendszer 2023 júliusi indulását követően a társaság környezetvédelmi és hulladékgazdálkodási tevékenysége is jelentősen bővült.
A társaság 2023. január 31-én bevezette részvényeit a Budapesti Értéktőzsde középvállalati igényekre létrehozott platformjára, a BÉT Xtendre, egyúttal nyilvánosan működő részvénytársasággá alakult.

## Főbb tevékenységi körök
A VERTIKAL Group műanyagipari termékek gyártásával, logisztikával és környezet-, azon belül is hulladékgazdálkodással foglalkozik. Emellett, az egyetemekkel való szoros együttműködés révén a kutatás-fejlesztést kombinálja a környezetgazdálkodással, amelyhez integrálja a műanyag feldolgozási és gyártási, valamint logisztikai tevékenységet. Ennek részeként a környezetgazdálkodási tevékenység végtermékeként saját felhasználásra műanyag alapanyagot is előállít, amelyhez teljes mértékben megújuló energiaforrásokat használ.
A VERTIKAL Group hulladékgazdálkodási tevékenységi körének része a hulladékgyűjtés, -szállítás, a hulladék-újrahasznosítás, továbbá az inert bontási hulladékok kezelése, tárolása, újrahasznosítása. Hulladékgazdálkodási tevékenysége körforgásos szemléleten alapul, amelynek célja, hogy a hulladék begyűjtése, kezelése, hasznosítása során környezetvédelmi szempontoknak és a nemzetközi előírásoknak megfeleljen, ezáltal minimálisra csökkentse az ártalmatlanítandó hulladékok mennyiségét. A VERTIKAL számos hulladékkezelő létesítményt üzemeltet, biztosítva ezzel, hogy a hulladékkezelés szerves részét képezze a körforgásos gazdálkodásnak.
A vállalat logisztikai tevékenysége a szállítmányozásra és a raktározásra terjed ki. A szállítmányozási üzletág magában foglalja a hulladék és a saját termékek szállítását. A logisztikai és gyártó központok jelentős mértékben zöld energiával üzemelnek.
A VERTIKAL Group több mint 60 éves fejlesztési és gyártási tapasztalattal rendelkezik a műanyagipari termékek területén. A termékeket ipari és lakossági felhasználásra készítik, amelynek egy része a felhasználási ciklusuk végén ismételten bekerül a környezetgazdálkodási, majd az alapanyaggyártási és -feldolgozási körforgásba.

## Fenntarthatóság, társadalmi felelősségvállalás
A VERTIKAL a körforgásos gazdálkodás koncepciójába illeszkedő működési modelljén túlmenően is hangsúlyt fektet a fenntarthatóságra. Ezt többek között napelemes rendszerek alkalmazásával és a társadalmi felelősségvállalás részét képező, a munkavállalók jólétét elősegítő családbarát intézkedésekkel biztosítják.

## Üzemek, telephelyek
A társaság a gyártási tevékenységét két üzemben végzi, Jászberényben és Dombóváron. Míg előbbi esetében elektromos kábelkonfekcionálással foglalkoznak, Dombóváron a műanyagfeldolgozás zajlik, amely műanyagfröccsöntést, vákuumformázást, flakonfúvást és extrudálást foglal magában. A társaság mindemellett a Dunántúl területén, Somogy és Fejér megyében, valamint a Duna- Tisza Közén is gyártó, szerelő telephellyel és logisztikai egységekkel rendelkezik. Számos termék képezi részét a VERTIKAL műanyagipari üzletágának. Műanyagipari alkatrész és termékgyártás mellett, és annak részeként a VERTIKAL egyedüli hazai gyártóként saját tanúsítvánnyal rendelkezik, amelynek alapján műanyag hulladékgyűjtő edények gyártását végzi.
A dombóvári üzem 2022-2023-ban jelentős, közel 2,5 milliárd forint értékű fejlesztésen esett át, amelynek keretében energetikailag, infrastrukturálisan és technológiailag is modernizálták az üzemet. A fejlesztés által a környezetgazdálkodási és gyártási üzletág folyamatait is összekötötte a társaság.

## Tőzsdei jelenlét
A VERTIKAL Group 2023. január 31-én vezette be a részvényeit a Budapesti Értéktőzsde Xtend platformjára, amelynek keretében összesen 20 000 darab, egyenként 1 000 forint névértékű, 20 000 000 forint össznévértékű, dematerializált, névre szóló törzsrészvénye jelent meg a középvállalati piacon. A társaság részvényárfolyama összesen 21 százalékos növekedéssel zárta az első, nyilvános piacon eltöltött évet, amelynek nyomán a harmadik legnagyobb súlyú kibocsátóként került be a Budapesti Értéktőzsde XTEND indexébe. Azóta immár a második legnagyobb súlyú kibocsátó a VERTIKAL, emellett 2024 februárjában egy sikeres tőkeemelést is megvalósított: közel 94,8 millió darab új részvényt bocsátott ki, mintegy 928 millió forint összkibocsátási érték mellett.

## Tulajdonosi struktúra
| Név          | Tulajdoni hányad (%) | Részvény darabszám |
| Abelon Kft.  | 77,95                | 853 375 000        |
| Közkézhányad | 22,05                | 241 412 650        |

Utolsó frissítés dátuma: 2025. február 28.

## Cégvezetés
Igazgatóság: dr. Kuti Dániel (elnök), Kovács Péter, Madarász András
Vállalatvezetés: Madarász András (vezérigazgató), Ferencz Péter (vezérigazgató-helyettes), Szalai Zsuzsanna (gazdasági igazgató)
Felügyelőbizottság: Nyikos László (elnök), Petrovicsné Csurkovics Ildikó, Ronyecz Péter István